# Max Rosenfelder
Maximilian Rosenfelder (Friburgo de Brisgovia, Alemania, 10 de febrero de 2003) es un futbolista alemán que juega de defensa en el S. C. Friburgo de la Bundesliga.

## Selección nacional
Ha representado a Alemania en categorías inferiores.

## Estadísticas

### Clubes
Actualizado al último partido disputado el 17 de mayo de 2025.
| Club                         | Div.          | Temporada     | Liga  | Liga  | Copas nacionales | Copas nacionales | Copas internacionales | Copas internacionales | Total | Total |
| Club                         | Div.          | Temporada     | Part. | Goles | Part.            | Goles            | Part.                 | Goles                 | Part. | Goles |
| ---------------------------- | ------------- | ------------- | ----- | ----- | ---------------- | ---------------- | --------------------- | --------------------- | ----- | ----- |
| S. C. Friburgo II · Alemania | 3.ª           | 2021-22       | 18    | 1     | —                | —                | ―                     | ―                     | 18    | 1     |
| S. C. Friburgo II · Alemania | 3.ª           | 2022-23       | 21    | 2     | —                | —                | ―                     | ―                     | 21    | 2     |
| S. C. Friburgo II · Alemania | 3.ª           | 2023-24       | 3     | 0     | —                | —                | ―                     | ―                     | 3     | 0     |
| S. C. Friburgo II · Alemania | Total club    | Total club    | 42    | 3     | 0                | 0                | 0                     | 0                     | 42    | 3     |
| S. C. Friburgo · Alemania    | 1.ª           | 2024-25       | 25    | 1     | 3                | 0                | —                     | —                     | 28    | 1     |
| S. C. Friburgo · Alemania    | 1.ª           | 2025-26       | 0     | 0     | 0                | 0                | —                     | —                     | 0     | 0     |
| S. C. Friburgo · Alemania    | Total club    | Total club    | 25    | 1     | 3                | 0                | 0                     | 0                     | 0     | 0     |
| Total carrera                | Total carrera | Total carrera | 67    | 4     | 3                | 0                | 0                     | 0                     | 70    | 4     |